# Giovanni Masciaga
Giovanni Masciaga (Monza, 1º marzo 1807 – Monza, 12 ottobre 1879) è stato un collezionista d'arte e filantropo italiano.

## Biografia
Fu membro onorario dell'Accademia di Brera e dedicò parte della sua cospicua ricchezza all'acquisto di opere d'arte di importanti autori dell'epoca.
Nella sua dimora presso il Palazzo Cornaggia Castiglioni di via Cappuccio a Milano trovarono spazio i dipinti:
- Imelda dei Lambertazzi (1853) di Francesco Hayez;
- La bagnante di Natale Schiavoni (commissionato dal Masciaga al pittore e presentato all'Esposizione di belle arti milanese del 1845);[2]
- La giornata di Roma di Domenico Induno;
- La fioraia di Giuseppe Molteni;
- due ritratti di Eliseo Sala;
- opere di Angelo Inganni (fra le quali la Veduta della Contrada Nuova in Monza commissionata dal Masciaga al pittore, esposta a Brera nel 1850 e oggi ai Musei Civici di Monza)[3] e di Luigi Zuccoli;
- la scultura L'estasi del sogno d'Amore di Giovanni Pandiani.

Concorse largamente all'acquisto della Casa di Raffaello ad Urbino e ogni anno istituì corposi premi per gli studenti dell'Istituto di belle arti di quella città. Fu presidente della Società per le belle arti di Milano.